# ヒレスハイム
ヒレスハイム (独: Hillesheim) はドイツ連邦共和国 ラインラント＝プファルツ州フルカナイフェル郡にある市で、ヒレスハイム連合自治体 (Verbandsgemeinde Hillesheim) の行政庁所在地となっている。